# Ljubišnja
Ljubišnja (Velika Ljubišnja) je planina na granici Crne Gore i Bosne i Hercegovine. Najviši vrh je Dernečište (Dernačište, Dernjačište) na 2238 metara nadmorske visine.
Nalazi se tridesetak kilometara zapadno od Pljevalja, između kanjona Tare i Ćehotine. Uglavnom je obrasla crnogoričnom šumom, a ima i prostranih pašnjaka. Na Ljubišnjoj rastu različite endemične i ljekovite biljke.
Preko Ljubišnje vodi makadamska cesta između Foče i Pljevalja.